# Деси (певица)
Десислава Божидарова Ковачка, по-известна като Деси, е българска попфолк певица. Наричат я „Пернишката Шер“, заради приликата ѝ с американската певица.

## Личен живот
Омъжена е за бизнесмена Христо Ковачки, от когото има дъщеря Александра (род. 2002 г.) и син Христо Ковачки-младши (род. 2009 г.).

## Дискография

### Студийни албуми
- 24 карата (1996)
- Ранена душа (1998)
- Хубава-опасна (1999)
- Ангелска жена (2000)
- Имам само теб (дуетен с Тони Стораро) (2001)
- Деси (2006)